# Takahiro Ogihara
Takahiro Ogihara (japonsko 扇原 貴宏), japonski nogometaš, * 5. oktober 1991.
Za japonsko reprezentanco je odigral eno uradno tekmo.